# 梅德雷阿克
梅德雷阿克（法語：Médréac，法語發音：[medʁeak]）是法国伊勒-维莱讷省的一个市镇，位于该省西北部，属于雷恩区。

## 地理
梅德雷阿克（48°16'2"N, 2°4'2"W）面积35.02 平方千米，位于法国布列塔尼大區伊勒-维莱讷省，该省份为法国西北部沿海省份，位于布列塔尼半岛东部，北濒大西洋，西接阿摩尔滨海省和莫尔比昂省，南至大西洋卢瓦尔省，西南端接曼恩-卢瓦尔省，东临马耶讷省，东北与芒什省接壤。
与梅德雷阿克接壤的市镇（或旧市镇、城区）包括：朗迪让、布列塔尼地区蒙托邦、凯迪亚克、圣佩恩、拉沙佩勒布朗什、吉泰、普卢阿讷。

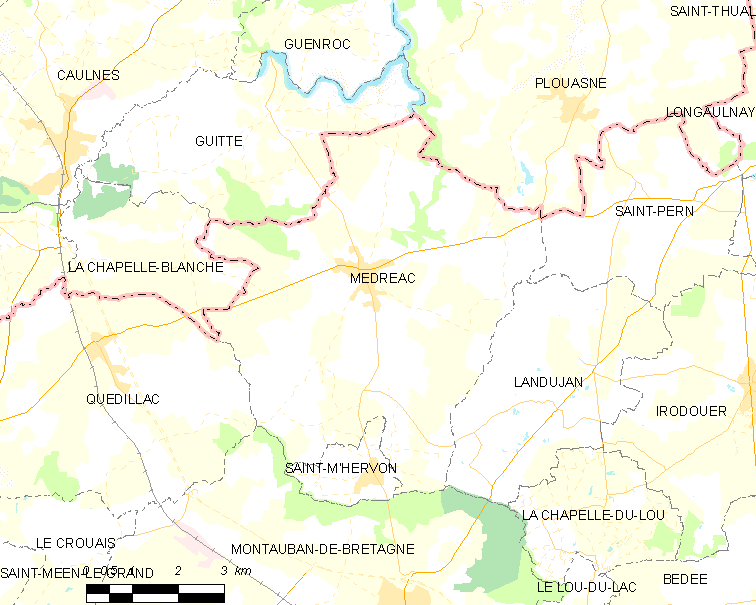
梅德雷阿克的OSM定位图

梅德雷阿克的时区为UTC+01:00、UTC+02:00（夏令时）。

## 行政
梅德雷阿克的邮政编码为35360，INSEE市镇编码为35171。

## 政治
梅德雷阿克所属的省级选区为布列塔尼地区蒙托邦县。

## 人口

1962-2008年间梅德雷阿克人口变化图示

梅德雷阿克于2022年1月1日时的人口数量为1845人。